# 蔡賜
蔡賜（？—前208年），秦时上蔡人。追随陈胜，官至张楚政权的房君、上柱国，在同章邯作战时战死。

## 生平
陳勝、吴广發動大澤之變後，包围荥阳，三川守李由守荥阳，吴广无法攻下。于是陈胜征召豪杰开会，尋覓賢者輔助自己，于是封房君蔡赐為上柱國。武臣本是陳勝部下，然而武臣卻於趙地自立，陳勝欲將武臣的家人誅殺，蔡賜勸阻說：「秦國還沒滅亡，而現在殺掉武臣家人，只會製造敵人，我們應該派人祝賀他稱王。」陳勝聽從。
章邯击破伍逢后，进攻陈县，上柱国蔡赐战死。

## 后事
陈胜、张贺军同章邯作战，兵败，张贺战死。十二月，陈胜转至下城父，被车夫莊賈所殺。